# Shell M-Klasse
Die M-Klasse  des Erdölkonzerns Shell war eine Ende der 1960er Jahre gebaute Serie von VLCC-Rohöltankern.

## Geschichte
Die Bezeichnung M-Klasse leitete sich von den mit dem Buchstaben „M“ beginnenden Schiffsnamen der Baureihe ab. Die Baureihe wurde Ende der 1960er Jahre von Shell bei mehreren Werften in Japan, Dänemark, Nordirland, Frankreich, Deutschland und den Niederlanden geordert. Die einzelnen Entwürfe der verschiedenen Bauwerften ähnelten sich zum Teil in den groben Abmessungen, waren aber nicht standardisiert. Alle Schiffe erhielten Tragfähigkeiten von etwa 210.000 Tonnen.
Im Zuge der Tankerkrise entschied sich Shell bei den M-Tanker schon ab Mitte der 1970er Jahre zum frühzeitigen Verkauf von überflüssig gewordenen Schiffen an andere Reedereien. Die schlechte Konjunktur in der Tankschifffahrt der späten 1970er und 1980er Jahre aufgrund der Wiedereröffnung des Suezkanals und der großen Tonnage-Überkapazitäten führte ab Ende der 1970er Jahre dazu, dass Tanker der M-Klasse direkt an Abwrackwerften verkauft wurden. Mitte der 1980er Jahre waren alle bis auf drei Einheiten wieder verschrottet oder verlorengegangen. Einige dieser Schiffe wurden als schwimmende Öllager genutzt.
Gleich mehrere Einheiten der M-Klasse waren in schwerwiegende Havarien verwickelt. Schon 1969 sank die erst drei Monate alte Marpessa auf einer Ballastreise nach einer Explosion beim Tankwaschen. Die Metula lief 1974 in der Magellanstraße auf Grund und verlor 53.000 Tonnen Öl. Die ehemalige Melania explodierte 1979 als Atlas Titan in Setubal ebenfalls beim Tankwaschen. Der folgenschwerste Seeunfall war die Kollision der Aegean Captain, der ehemaligen Marisa, mit dem Tanker Atlantic Empress vor Tobago, bei der mehrere Besatzungsmitglieder ums Leben kamen und etwa 310.000 Tonnen Rohöl ins Meer flossen.

## Beschreibung
Die Schiffe sind als reine Rohöltanker in Einhüllenbauweise ausgelegt. Das Deckshaus war weit achtern über dem Maschinenraum angeordnet, der nach oben verjüngte Schornstein stand auf dem hinteren Decksaufbau hinter dem Brückenhaus. Die Tanker hatten zwei durchgehende Längsschotten und je nach Bautyp verschieden viele Querschotten. Alle Schiffe hatten Sloptanks sowie zwei Seitentanks für Ballastwasser. Das Manifold mit zwei Ladebäumen war mittschiffs platziert. Innerhalb der Bauserie gab es Unterschiede, an denen sich die einzelnen Entwürfe unterscheiden ließen. So gab es beispielsweise Vorschiffe mit oder ohne Bugwulst, wobei sich die Wulstbuggestaltung der verschiedenen Werften nochmals deutlich unterschied.
Als Antriebsanlagen dienten jeweils zwei Dampfturbinen von STAL-Laval, Mitsubishi oder IHI, die teilweise in Lizenz bei den jeweiligen Bauwerften hergestellt wurden. Ihre Leistung gaben die Turbinen über ein Untersetzungsgetriebe an einen einzelnen Festpropeller ab.

## Galerie
- Stapellauf der Melania (1), In: Nederlands Instituut voor Beeld en Geluid
- Stapellauf der Melania (2), In: Nederlands Instituut voor Beeld en Geluid
- Ankunft der Macoma, In: Nederlands Instituut voor Beeld en Geluid

## Die Schiffe
| Shell M-Klasse | Shell M-Klasse                               | Shell M-Klasse | Shell M-Klasse     | Shell M-Klasse                                   | Shell M-Klasse |
| Bauname        | Bauwerft/ Baunummer                          | IMO-Nummer     | Ablieferung        | Auftraggeber/ Reederei                           | Umbenennungen und Verbleib |
| -------------- | -------------------------------------------- | -------------- | ------------------ | ------------------------------------------------ | --- |
| Macoma         | IHI, Tokio/924                               | 6729969        | Januar 1968        | Curacaosche Scheepvaart Maatschappij, Willemstad | am 17. Mai 1983 bei der An Hsung Iron & Steel Company in Kaohsiung zum Abbruch eingetroffen.                                                                                        |
| Megara         | Mitsubishi, Nagasaki/1634                    | 6727387        | 19. Januar 1968    | Shell Tankers, London                            | 1976 Dyvi Nova, ab 19. August 1978 bei der Korea Iron & Steel Company in Masan verschrottet.                                                                                        |
| Marisa         | Hitachi, Sakai/4126                          | 6728599        | 20. März 1968      | Shell Tankers, London                            | 1977 Aegean Captain, am 19. Juli 1979 Kollision mit dem Tanker Atlantic Empress, ab 26. März 1980 in Kaohsiung verschrottet.                                                        |
| Myrina         | Harland & Wolff, Belfast/1666                | 6725236        | 24. April 1968     | Deutsche Shell AG, Hamburg                       | ab 5. September 1981 bei der Inchon Iron & Steel Company in Inchon verschrottet. |
| Murex          | HDW, Kiel/1133                               | 6806365        | Juli 1968          | Shell Tankers, London                            | 1982 Tazerka, 1995 als Tanklager, ab 29. September 1999 bei Priya Blue Industries in Alang verschrottet.                                                                            |
| Magdala        | Chantiers de l’Atlantique, Saint-Nazaire/R23 | 6803727        | Juli 1968          | Société Maritime Shell, Paris                    | ab 24. Mai 1978 bei der Long Jong Industry Company in Kaohsiung verschrottet. |
| Marinula       | Odense Staalskibsværft, Lindø/22             | 6815201        | August 1968        | Curacaosche Scheepvaart Maatschappij, Willemstad | von April 1975 bis Oktober 1976 aufgelegt, am 27. Dezember 1982 in Kaohsiung bei der Chien Yung Enterprise Company in Kaohsiung zum Abbruch eingetroffen.                           |
| Metula         | IHI, Yokohama/2019                           | 6818760        | 25. September 1968 | Curacaosche Scheepvaart Maatschappij, Willemstad | am 9. August 1974 in der Magellanstraße auf Grund gelaufen, 1976 Tula, am 13. Juni 1976 bei Recup. Submarinos in Santander zum Abbruch eingetroffen.                                |
| Mangelia       | Kawasaki, Kobe/1100                          | 6822084        | November 1968      | Shell Tankers, London                            | 1976 Andros Tanker, 1976 Jarmona, 1979 Korea Donghae No. 2, am 30. Dezember 1982 bei der Hyundai Mipo Dockyard Company in Ulsan zum Abbruch eingetroffen.                           |
| Medora         | Mitsubishi, Nagasaki/1655                    | 6823090        | 29. November 1968  | Shell Tankers, London                            | 1980 als Tanklager, 1981 Fulmar FSU, 1996 SPU 4, 1998 Red Fulmar I, ab 1. Oktober 2002 verschrottet.                                                                                |
| Meta           | Hitachi, Sakai/4164                          | 6828296        | Dezember 1968      | Shell Tankers, London                            | am 24. Juli 1982 bei der Inchon Iron & Steel Company in Ulsan zum Abbruch eingetroffen.                                                                                             |
| Melania        | NDSM, Amsterdam/535                          | 6828569        | 21. Januar 1969    | Shell Tankers, London                            | 1976 Andros Tempo, 1976 Atlas Titan, am 27. Mai 1979 in Setubal explodiert, ab 31. Mai 1980 bei Chi Young Steel Enterprise Company in Kaohsiung verschrottet.                       |
| Mitra          | Odense Staalskibsværft, Lindø/25             | 6904301        | Februar 1969       | Shell Tankers, London                            | ab 8. November 1978 bei Keun Hwa Iron Steel Works & Enterprise in Kaohsiung verschrottet.                                                                                           |
| Mactra         | HDW, Kiel/1200                               | 6903058        | März 1969          | Shell Tankers, London                            | ab 27. Juni 1980 bei der Gi Yuen Steel Enterprise Company in Kaohsiung verschrottet.                                                                                                |
| Mytilus        | Hitachi, Sakai/4165                          | 6921678        | 12. August 1969    | Curacaosche Scheepvaart Maatschappij, Willemstad | 1981 Gregorio del Pilar, 1988 Nita I, ab 21. April 1993 bei der Star Cotton Corporation in Gadani verschrottet.                                                                     |
| Mysia          | Mitsubishi, Nagasaki/1656                    | 6918467        | September 1969     | Shell Tankers, London                            | ab 8. September 1978 bei der Taiwan Ship Scrap Company in Kaohsiung verschrottet.                                                                                                   |
| Marpessa       | IHI, Yokohama/2020                           | 6921878        | 15. September 1969 | Curacaosche Scheepvaart Maatschappij, Willemstad | Am 12. Dezember 1969 auf einer Ballastreise von Rotterdam nach Mena al Ahmadi vor Senegal explodiert und am 15. Dezember auf Position 16,30°N; 017,45°W gesunken.                   |
| Miralda        | Chantiers de l’Atlantique, Saint-Nazaire/S23 | 6929260        | Oktober 1969       | Société Maritime Shell, Paris                    | 1982 Urania, ab 22. September 1985 bei der Hai Kwang Steel Enterprise Corporation in Kaohsiung verschrottet.                                                                        |
| Melo           | Kawasaki, Sakaide/1105                       | 6924325        | Oktober 1969       | Shell Tankers, London                            | 1976 World Recovery, 1976 Selefkia, ab 3. Juni 1980 bei der Tung Ho Steel Enterprise Corporation in Kaohsiung verschrottet.                                                         |
| Myrtea         | Chantiers de l’Atlantique, Saint-Nazaire/X23 | 7005712        | Februar 1970       | Société Maritime Shell, Paris                    | ab 26. Juli 1982 bei der Gi Yuen Steel Enterprise Company in Kaohsiung verschrottet.                                                                                                |
| Mysella        | NDSM, Amsterdam/536                          | 7002667        | 27. Februar 1970   | Shell Tankers, London                            | 1976 Bergecaptain, am selben Tag 1976 Mobil Tern, 1978 Solon, 1982 Alaman, Vor- und Achterschiff ab 3. Dezember 1983 in Yokohama verschrottet, Mittelschiff als Tanklager behalten. |
| Marticia       | NDSM, Amsterdam/537                          | 7019062        | 1. August 1970     | Shell Tankers, London                            | 1976 Bergemaster, 1976 Mobil Raven, 1977 Al Qasim, ab 8. Dezember 1983 bei der Sun-Hua Enterprise Company in Kaohsiung verschrottet.                                                |
| Daten: Equasis |                                              |                |                    |                                                  | |